# Artois wallon

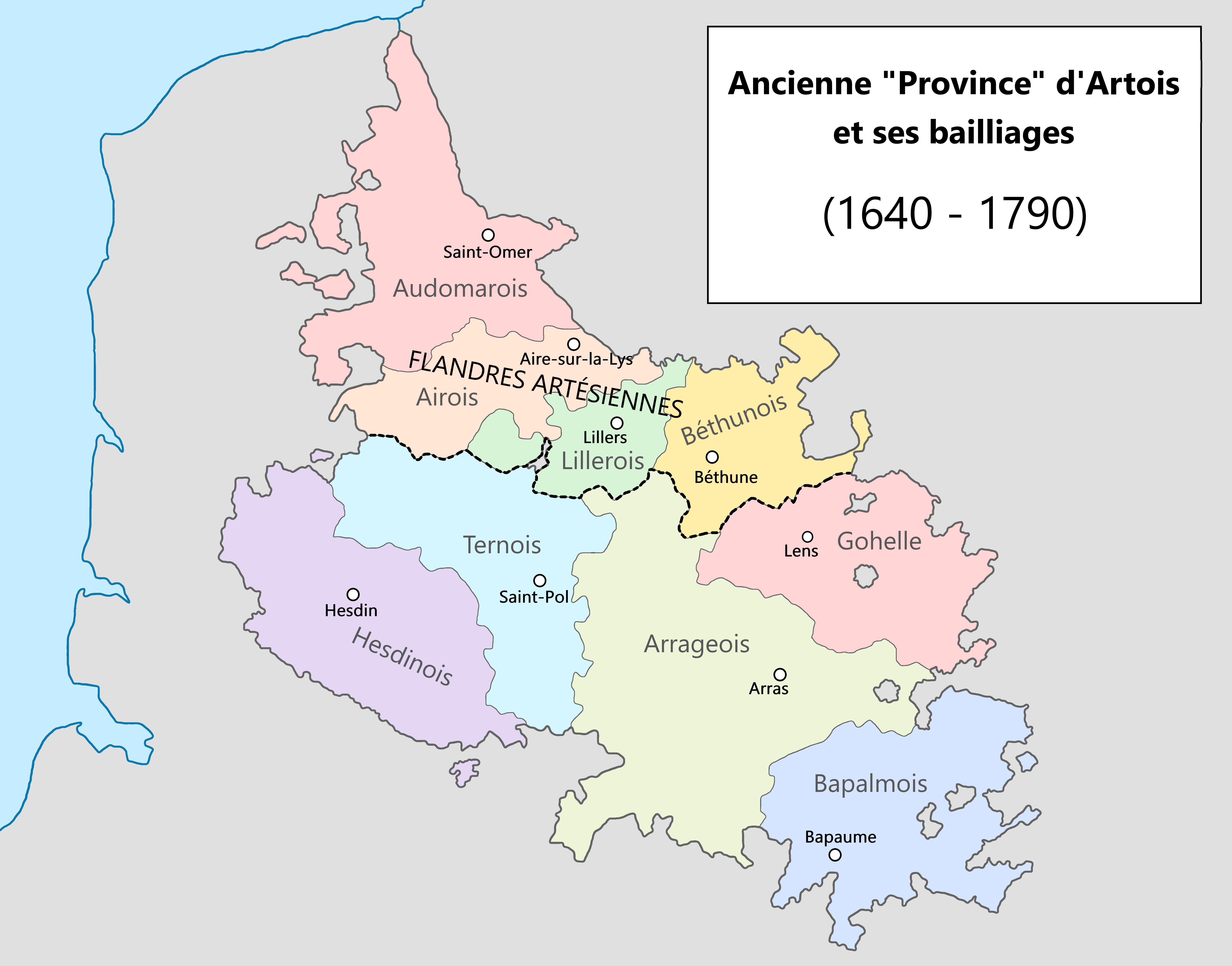
L'Artois wallon au sud de l'ancienne province d'Artois,,,

L'Artois wallon appelée aussi Artois picard,, est le terme utilisé pour désigner les terres et où le dialecte local fut de tout temps le picard dans l'ancien gouvernement d'Artois, dans le sud autour d'Arras en Artois propre, du Ternois, de la Gohelle et de Marquion. Sa capitale est Arras.

## Territoire
- L'Artois wallon est décrit comme comprenant les territoires suivants ;
  - l'Artois (proprement dit)
  - le Ternois
  - la Gohelle
  - les alentours d'Hesdin
  - les alentours de Bapaume

L'Artois wallon est de culture picarde, on le différencie de l'Artois flamingant ou Flandres artésiennes autour de Béthune, Aire-sur-la-Lys et Saint-Omer, où l'on parlait avant le flamand. Artois wallon est décrit comme « wallon », c'est-à-dire roman, composé du reste de la province, et où le dialecte local fut de tout temps le picard.

## Toponymie
L'Artois wallon, à travers son nom corresponds à la partie culturellement picarde du comté puis gouvernement d'Artois ; traditionnellement, on différencie la province d'Artois, entité politique et historique, du pays d'Artois, ou Artois propre (correspondant à la région d'Arras).